# IC 911
IC 911 — галактика типу S  M (спіральна змішана галактика) у сузір'ї Волопас.
Цей об'єкт міститься в оригінальній редакції індексного каталогу.